# Osikovo, Blagoevgrad
Osikovo (în bulgară Осиково) este un sat în comuna Gărmen, regiunea Blagoevgrad,  Bulgaria. 

## Demografie
Componența etnică a satului Osikovo
     Bulgari (97,51%)
     Nicio identificare (2,48%)
     Altele (0%)
La recensământul din 2011, populația satului Osikovo era de 524 locuitori. Din punct de vedere etnic, majoritatea locuitorilor (97,51%) erau bulgari. Pentru 2,48% din locuitori nu este cunoscută apartenența etnică.